# Superfly (밴드)
슈퍼플라이(Superfly)는 일본의 2인조 음악 그룹이다. 현재는 오치 시호 1인 그룹으로 활동중이다.

## 구성원
- 오치 시호(越智志帆)

보컬을 담당한다.
- 다보 고이치

기타를 담당한다. 2007년 11월 8일부터 멤버에서는 빠지지만 계속해서 작곡 등을 담당한다.

## 내력
2008년 5월 14일에 첫 번째 정규 음반 《Superfly》를 발매하며 자기 첫 오리콘 1위를 획득했다.
2009년 4월엔 슈퍼플라이의 미발표 신곡 2곡이 드라마 《BOSS》의 여는곡과 주제가로 사용됐다. 주제가인 〈My Best of My Life〉는 5월에 7번째 싱글로, 여는곡인 〈Alright!!〉은 6월에 디지털 싱글로 발매됐다.
9월 2일엔 두 번째 정규 음반 《Box Emotions》를 발매하며 1집에 이어 또 다시 오리콘 주간 앨범 차트에서 1위를 차지했다.

## 음반 목록

### 싱글
|        | 발매일           | 제목 | 최고순위 | 인증          | 수록 음반    |
| ------ | ---------------- | --- | -------- | ------------- | ------------ |
| 1      | 2007년 4월 4일   | 헬로 헬로(ハロー・ハロー) | 31       | ─             | Superfly     |
| 2      | 2007년 8월 1일   | 매니페스토(マニフェスト) | 51       | ─             | Superfly     |
| 3      | 2007년 11월 28일 | i spy i spy | 55       | ─             | Superfly     |
| 4      | 2008년 2월 27일  | 아이오코메테 하나타바오(愛をこめて花束を 사랑을 담아 꽃다발을[*])                                                                | 13       | 더블 플래티넘 | Superfly     |
| 5      | 2008년 4월 23일  | Hi-Five | 30       | 골드          | Superfly     |
| 6      | 2008년 9월 10일  | How Do I Survive? | 10       | ─             | Box Emotions |
| 7      | 2009년 5월 13일  | My Best Of My Life | 11       | ─             | Box Emotions |
| 8      | 2009년 7월 29일  | 고이스루 히토미와 우쓰쿠시/야사시이 기모치데 (恋する瞳は美しい/やさしい気持ちで 연애하는 눈동자는 아름다워 / 상냥한 마음으로[*]) | 12       | ─             | Box Emotions |
| 9      | 2009년 11월 18일 | Dancing On The Fire | 7        | ─             | Mind Travel  |
| 10     | 2010년 9월 1일   | Wildflower & Cover Songs:Complete Best 'TRACK 3'                                                                                 | 1        | ─             | Mind Travel  |
| 11     | 2010년 12월 5일  | Eyes On Me | 5        | ─             | Mind Travel  |
| 12     | 2011년 3월 9일   | Beep!!/Sunshine Sunshine | 5        | ─             | Mind Travel  |
| 13     | 2011년 6월 29일  | 아아(あぁ 아~[*]) | 9        | ─             | Mind Travel  |
| 14     | 2011년 10월 12일 | 아이오쿠라에(愛をくらえ 사랑을 먹어라[*])                                                                                        | 3        | ─             | Mind Travel  |
| 기획반 | 2012년 7월 25일  | STARS (Superfly&토타스 마츠모토 명의)                                                                                            | 15       | ─             |              |
| 15     | 2012년 8월 15일  | 가가야쿠 쓰키노요니/The Bird Without Wings(輝く月のように/The Bird Without Wings 빛나는 달과 같이/The Bird Without Wings[*])     | 6        | ─             | Force        |
| 16     | 2012년 10월 31일 | Force | 9        | ─             | Force        |

### DVD
- 2009년 4월 1일 《Rock'N'Roll Show 2008》
- 2010년 4월 28일 《Dancing at Budokan!!》
- 2012년 4월 4일 《Shout in the Rainbow!!》

### 정규 음반
- 2008년 《Superfly》
- 2009년 《Box Emotions》
- 2011년 《Mind Travel》
- 2012년 《Force》

### 컴필레이션 음반
- 2010년 《Wildflower & Cover Songs:Complete Best 'TRACK 3'》

### 전송 악곡
전송 한정 싱글
- Alright!! (2009년 6월 3일 전송 개시)
- Rollin' Days (2011년 5월 18일 전송 개시)

디지털 전송
- 헬로 헬로 (Bonus Version) (2007년 6월 6일 전송 개시)
- Live from Tokyo (2007년 6월 27일 전송 개시)
- 매니페스토 13,000인 Live @ 오사카 성 홀 FM802 Requestage (2007년 7월 4일 전송 개시)
- 아이토칸샤 (2007년 10월 3일 전송 개시)
- 타마시이 레볼루션 (2010년 6월 18일 전송 개시)
- You & Me (2011년 3월 25일 전송 개시) - 레코 쵸크, wamo!, iTunes 한정 전송

## 타이업
| 곡명                    | 내용                                                     |
| ----------------------- | -------------------------------------------------------- |
| 헬로 헬로               | TBS 드라마 《에디슨의 어머니》 삽입곡                    |
| 아이오코메테 하나타바오 | TBS 드라마 《에디슨의 어머니》 주제가                    |
| My Best Of My Life      | 후지 TV 드라마 《BOSS》 주제가                           |
| Alright!!               | 후지 TV 드라마 《BOSS》 여는곡                           |
| Force                   | TV 아사히 드라마 《닥터-X~외과의 다이몬 미치코~》 주제가 |